# Nordische Junioren-Skiweltmeisterschaften 1981
Die 4. Nordischen Junioren-Skiweltmeisterschaften 1981 fanden vom 12. bis 15. Februar 1981 in Schonach statt.
Die erfolgreichste Nation der Titelkämpfe war Norwegen mit drei Gold und zwei Silbermedaillen vor der DDR mit je einer Gold- und Silbermedaille und zwei Bronzemedaillen und Schweden mit je einer Gold, Silber und Bronzemedaille.

## Skilanglauf Junioren

### 15 km
| Platz | Sportler                | Land                            | Zeit (min) |
| ----- | ----------------------- | ------------------------------- | ---------- |
| 1     | Lars-Göran Dahl         | Schweden                        | 46:06,28   |
| 2     | Arild Monsen            | Norwegen                        | 46:08,10   |
| 3     | Gunde Svan              | Schweden                        | 46:09,56   |
| 4     | Pål Gunnar Mikkelsplass | Norwegen                        | 46:19,62   |
| 5     | Wladimir Smirnow        | Sowjetunion                     | 46:30,92   |
| 6     | Frank Schröder          | Deutsche Demokratische Republik | 46:43,98   |
| 7     | Anders Larsson          | Schweden                        | 47:09,43   |
| 8     | Stefan Schicker         | Deutsche Demokratische Republik | 47:28,49   |
| 9     | Audun Knutsen           | Norwegen                        | 47:30,44   |
| 10    | Larry Poromaa           | Schweden                        | 47:31,85   |
| 14    | Uwe Bellmann            | Deutsche Demokratische Republik | 48:01,51   |
| 17    | Andreas Gumpold         | Österreich                      | 48:27,73   |
| 18    | Giachem Guidon          | Schweiz                         | 48:46,16   |
| 19    | Heiko Schmidt           | Deutsche Demokratische Republik | 48:49,70   |
| 24    | Konstantin Ritter       | Liechtenstein                   | 49:09,85   |
| 25    | Daniel Sandoz           | Schweiz                         | 49:11,14   |
| 27    | Alois Stadlober         | Österreich                      | 49:13,91   |
| 32    | Siegfried Hofstätter    | Österreich                      | 49:23,60   |
| 34    | Eckard Wolf             | BR Deutschland                  | 49:34,75   |
| 39    | Jean-Philippe Marchon   | Schweiz                         | 50:09,35   |
| 42    | Bruno Renggli           | Schweiz                         | 50:26,29   |
| 52    | Wolfgang Beck           | Liechtenstein                   | 51:15,40   |
| 53    | Bernhard Benedikt       | BR Deutschland                  | 51:22,71   |
| 54    | Reinhard Erath          | Österreich                      | 51:27,10   |
| 58    | Benjamin Eberle         | Liechtenstein                   | 52:17,97   |
| 60    | Norbert Gebel           | BR Deutschland                  | 52:22,02   |
| 63    | Bernd Raupach           | BR Deutschland                  | 53:17,84   |
| 66    | Emil Hoch               | Liechtenstein                   | 54:22,12   |

Datum: 13. Februar 1981
Es waren 75 Läufer am Start.

### 3 × 10 km Staffel
| Platz | Sportler                                             | Land                            | Zeit (std) |
| ----- | ---------------------------------------------------- | ------------------------------- | ---------- |
| 1     | Reidar Bjørkli Arild Monsen Pål Gunnar Mikkelsplass  | Norwegen                        | 1:28:14,63 |
| 2     | Lars-Göran Dahl Anders Larsson Gunde Svan            | Schweden                        | 1:28:19,90 |
| 3     | Uwe Bellmann Stefan Schicker Frank Schröder          | Deutsche Demokratische Republik | 1:28:49,57 |
| 4     | Wladimir Sachnow Vasily Mikheev Wladimir Smirnow     | Sowjetunion                     | 1:29:31,55 |
| 5     | Patrick Fine Jean-Denis Jaussaud Domenique Locatelli | Frankreich                      | 1:31:43,93 |
| 6     | Latner Straley Todd Boonstra Greg Randall            | Vereinigte Staaten              | 1:31:46,36 |
| 7     | Harald Hepting Bernhard Benedikt Eckart Wolf         | BR Deutschland                  | 1:31:49,00 |
| 8     | Milan Blasko Martin Bartos Petr Lisičan              | Tschechoslowakei                | 1:32:39,72 |
| 9     | Alfred Runggaldier Pierino Confortola Domenico Cora  | Italien                         | 1:33:10,60 |
| 10    | Andreas Gumpold Siegfried Hofstätter Alois Stadlober | Österreich                      | 1:33:17,19 |
| 13    | Giachem Guidon Jean-Philippe Marchon Daniel Sandoz   | Schweiz                         | 1:34:13,55 |
| 14    | Benjamin Eberle Wolfgang Beck Konstantin Ritter      | Liechtenstein                   | 1:35:10,42 |

Datum: 15. Februar 1981
Es waren 19 Teams am Start.

## Skilanglauf Juniorinnen

### 5 km
| Platz | Sportler              | Land                            | Zeit (min) |
| ----- | --------------------- | ------------------------------- | ---------- |
| 1     | Anne Jahren           | Norwegen                        | 17:27,88   |
| 2     | Hanne Krogstad        | Norwegen                        | 17:30,69   |
| 3     | Gina Messner          | Deutsche Demokratische Republik | 17:37,45   |
| 4     | Elena Klimova         | Sowjetunion                     | 17:38,71   |
| 5     | Julija Stepanowa      | Sowjetunion                     | 17:49,22   |
| 6     | Simone Butters        | Deutsche Demokratische Republik | 17:50,58   |
| 7     | Lilija Wassiltschenko | Sowjetunion                     | 17:51,07   |
| 8     | Jaana Savolainen      | Finnland                        | 17:55,21   |
| 9     | Teija Alatolo         | Finnland                        | 18:00,40   |
| 10    | Nina Skeime           | Norwegen                        | 18:01,07   |
| 16    | Beate Witscher        | Deutsche Demokratische Republik | 18:17,25   |
| 17    | Petra Rohrmann        | Deutsche Demokratische Republik | 18:22,97   |
| 20    | Eva Egger             | BR Deutschland                  | 18:35,37   |
| 25    | Tanja Bammer          | Österreich                      | 18:51,35   |
| 29    | Gabi Gerhardinger     | BR Deutschland                  | 19:04,99   |
| 32    | Annelies Lengacher    | Schweiz                         | 19:16,49   |
| 34    | Marianne Huguenin     | Schweiz                         | 19:25,69   |
| 38    | Anita Zanolari        | Schweiz                         | 19:31,31   |
| 41    | Gerlinde Wilke        | BR Deutschland                  | 19:39,91   |
| 42    | Sabine Kademann       | BR Deutschland                  | 19:40,02   |
| 43    | Andrea Bayer          | Österreich                      | 19:43,15   |
| 47    | Barbara Giovanoli     | Schweiz                         | 19:46,31   |
| 55    | Monika Kober          | Österreich                      | 20:38,54   |

Datum: 13. Februar 1981
Es waren 60 Läuferinnen am Start.

### 3 × 5 km Staffel
| Platz | Sportler                                             | Land                            | Zeit (min) |
| ----- | ---------------------------------------------------- | ------------------------------- | ---------- |
| 1     | Nina Skeime Anne Jahren Hanne Krogstad               | Norwegen                        | 52:12,54   |
| 2     | Simone Butters Beate Witscher Gina Messner           | Deutsche Demokratische Republik | 53:07,94   |
| 3     | Julija Stepanowa Lilija Wassiltschenko Elena Klimova | Sowjetunion                     | 53:54,94   |
| 4     | Kirsi Hyvärinen Teija Alatolo Jaana Savolainen       | Finnland                        | 54:32,07   |
| 5     | Kristina Hugosson Lena Olander Carina Görlin         | Schweden                        | 55:06,75   |
| 6     | Manuela Di Centa Antonella Bidinot Marisa Mase       | Italien                         | 55:43,57   |
| 7     | Gerlinde Wilke Gabi Gerhardiner Eva Egger            | BR Deutschland                  | 55:57,95   |
| 8     | Leslie Thompson Ingrid Langell Petty Kristen         | Vereinigte Staaten              | 56:16,88   |
| 9     | Zora Kepenova Alžbeta Havrančíková Marta Krajcirova  | Tschechoslowakei                | 56:49,86   |
| 10    | Anita Zanolari Marianne Huguenin Annelies Lengacher  | Schweiz                         | 57:25,44   |
| 12    | Monika Kober Tanja Bammer Andrea Bayer               | Österreich                      | 58:00,83   |

Datum: 15. Februar 1981
Es waren 15 Teams am Start.

## Nordische Kombination Junioren

### Einzel (Normalschanze K90/15 km)
| Platz | Sportler             | Land                            | Gesamtpunkte |
| ----- | -------------------- | ------------------------------- | ------------ |
| 1     | Bernd Blechschmidt   | Deutsche Demokratische Republik | 425,304      |
| 2     | Sergej Shorikov      | Sowjetunion                     | 420,176      |
| 3     | Thomas Müller        | BR Deutschland                  | 412,236      |
| 4     | Ildar Garifullin     | Sowjetunion                     | 403,730      |
| 5     | Knut Leo Abrahamsen  | Norwegen                        | 399,704      |
| 6     | Jürgen Glass         | Deutsche Demokratische Republik | 395,906      |
| 7     | Espen Andersen       | Norwegen                        | 395,498      |
| 8     | Andrei Konoshenko    | Sowjetunion                     | 387,036      |
| 9     | Andreas Paschold     | BR Deutschland                  | 386,588      |
| 10    | Leonid Glazyrin      | Sowjetunion                     | 386,532      |
| 29    | Francis Schneeberger | Schweiz                         | 327,220      |
| 30    | Arnold Bühler        | Schweiz                         | 315,182      |
| 34    | Fredy Streit         | Schweiz                         | 295,858      |

Datum: 12. und 14. Februar 1981
Es waren 44 Athleten am Start

## Skispringen Junioren

### Normalschanze
| Platz | Sportler            | Land                            | Weite 1 | Weite 2 | Punkte |
| ----- | ------------------- | ------------------------------- | ------- | ------- | ------ |
| 1     | Matti Nykänen       | Finnland                        | 92,0 m  | 89,0 m  | 264,7  |
| 2     | Ernst Vettori       | Österreich                      | 86,5 m  | 90,0 m  | 252,0  |
| 3     | Steve Collins       | Kanada                          | 84,0 m  | 84,0 m  | 237,4  |
| 4     | Terje Ødegård       | Norwegen                        | 84,0 m  | 80,0 m  | 225,5  |
| 5     | Jürgen Müller       | Deutsche Demokratische Republik | 82,0 m  | 80,5 m  | 225,1  |
| 6     | Erkki Takkinen      | Finnland                        | 83,0 m  | 80,0 m  | 224,4  |
| 7     | Holger Freitag      | Deutsche Demokratische Republik | 80,0 m  | 80,5 m  | 221,4  |
| 8     | Jiří Parma          | Tschechoslowakei                | 80,0 m  | 80,0 m  | 220,1  |
| 8     | Wadim Sacharow      | Sowjetunion                     | 82,5 m  | 80,0 m  | 220,1  |
| 10    | Marjan Urbančič     | Jugoslawien                     | 81,5 m  | 80,0 m  | 219,5  |
| 12    | Wolfgang Steiert    | BR Deutschland                  | 82,0 m  | 79,5 m  | 218,5  |
| 14    | Andreas Bauer       | BR Deutschland                  | 79,0 m  | 80,5 m  | 214,3  |
| 16    | Jens Weißflog       | Deutsche Demokratische Republik | 81,0 m  | 77,0 m  | 212,4  |
| 18    | Richard Schallert   | Österreich                      | 78,0 m  | 79,0 m  | 208,8  |
| 19    | Hans-Peter Pohl     | BR Deutschland                  | 79,0 m  | 77,0 m  | 205,7  |
| 20    | Tobias Munsche      | Deutsche Demokratische Republik | 78,0 m  | 76,0 m  | 204,0  |
| 23    | Thomas Klauser      | BR Deutschland                  | 75,0 m  | 78,0 m  | 198,9  |
| 39    | Adolf Hirner        | Österreich                      | 71,5 m  | 74,0 m  | 183,4  |
| 40    | Norbert Leitner     | Österreich                      | 76,0 m  | 70,5 m  | 182,0  |
| 41    | Christian Schmid    | Schweiz                         | 73,0 m  | 72,0 m  | 177,6  |
| 45    | Christian Hauswirth | Schweiz                         | 71,0 m  | 68,0 m  | 167,5  |
| 46    | Pascal Reymond      | Schweiz                         | 69,0 m  | 70,0 m  | 166,0  |
| 49    | Olivier Schmid      | Schweiz                         | 66,5 m  | 67,0 m  | 156,2  |

Datum: 15. Februar 1981
Es waren 57 Skispringer am Start.

## Medaillenspiegel
| Platz | Land                            | Gold | Silber | Bronze | Gesamt |
| ----- | ------------------------------- | ---- | ------ | ------ | ------ |
| 1     | Norwegen                        | 3    | 2      | 0      | 5      |
| 2     | Deutsche Demokratische Republik | 1    | 1      | 2      | 4      |
| 3     | Schweden                        | 1    | 1      | 1      | 3      |
| 4     | Finnland                        | 1    | 0      | 0      | 1      |
| 5     | Sowjetunion                     | 0    | 1      | 1      | 2      |
| 6     | Österreich                      | 0    | 1      | 0      | 1      |
| 7     | Kanada                          | 0    | 0      | 1      | 1      |
| 7     | BR Deutschland                  | 0    | 0      | 1      | 1      |